# Wilhelm Wagenfeld
Wilhelm Wagenfeld, född 15 april 1900 i Bremen, död 28 maj 1990 i Stuttgart, var en tysk industridesigner, både elev och lärare på Bauhausskolan i Tyskland.
Wilhelm Wagenfeld fick sin utbildning på Koch & Bergfeld, en fabrik för silvervaror, och på teckningsakademien i Hanau. 1923 kom han som silversmedsgesäll till Bauhaus i Weimar. Där skapades en bordlampa med beteckningen WG24. Denna tidlösa lampa med en opalfärgad rund glaskupa och ett skaft av glas blev känd som Wagenfeld- eller Bauhauslampan; den är idag hans mest kända verk och kan fortfarande köpas.
Mellan 1928 och 1930 var Wagenfeld ledare för metallverkstaden på Die Staatliche Bauhochschule i Weimar. Samtidigt arbetade han som fri medarbetare för glasfabriken Jenaer Glas. För Jenaer Glas formgav han bl. a. en teservis i eldfast glas som fortfarande produceras. Han jobbade på Jenaer Glas fram till 1936, då han i stället började, tillsammans med ett tiotal andra, designa glasögon. Under andra världskriget hamnade han i sovjetiskt krigsfångenskap men efter hemkomsten blev han för kort tid professor på Universität der Künste i Berlin.
1954 flyttade han till Stuttgart och startade Werkstatt Wagenfeld, som han ledde till 1978. Till hans uppdragsgivare hörde WMF (Württembergische Metallwarenfabrik), Braun AG och porslinsfabriken Rosenthal AG. För Braun AG formgav han tillsammans med Dieter Rams och Hans Gugelot den legendariska radioapparaten med plexiglaslock Phonosuper SK4 (tysk smeknamn snövitkista). 
Hans design kännetecknades av tidlös form och tidstypisk funktion; många av hans arbeten finns i samlingarna av talrika museer världen över. Wilhelm Wagenfeld hedrades med många nationella och internationella utmärkelser, från guldmedaljen på världsutställningen i Paris 1937 till Bundespreis "Gute Form" för Wagenfeld-lampan 1982.
Wilhelm Wagenfelds sonson Malte Wagenfeld är docent och programdirektör för industridesign vid RMIT Universitet i Melbourne i Australien.